# Дендритная кристаллизация
Дендритная кристаллизация  -  кристаллизация с образованием кристаллитов или зерен дендритной структуры. Такой вид кристаллизации характерен для металлов и их сплавов.  Рост кристалла с центра кристаллизации (зародыша) происходит путем упорядоченного присоединения атомов из жидкой фазы к его поверхности. Участки поверхности с густой упаковкой атомов движутся в расплав с меньшей скоростью, чем участки поверхности с малой плотностью упаковки. Форма межфазной поверхности кристалл-расплав зависит от градиента температуры вблизи фронта кристаллизации.
В случае увеличения температуры в сторону жидкой фазы, то есть при положительном градиенте температуры , образуются относительно плоские грани кристаллов. Пока кристаллы окружены жидкой фазой, они растут свободно и имеют почти правильную геометрическую форму, которая определяется анизотропией скорости роста. В результате взаимного столкновения граней соседних кристаллов на завершающей стадии кристаллизации их правильная форма искажается. Так образуются кристаллиты произвольной формы.
В металлах и сплавах вследствие интенсивного выделения скрытой теплоты кристаллизации на границе кристалла и сильно переохлажденного расплава возникает отрицательный градиент температуры, который меняет механизм роста кристаллов. Чем дальше от границы, тем больше является переохлаждение расплава. Поэтому любая выпуклость на поверхности зародыша попадает в зону большего переохлаждения и растет вглубь расплава быстрее, чем плоские участки поверхности, образуя вытянутую первичную ось кристалла.
Направление роста осей кристалла совпадает с направлением оси пирамиды, которую образуют плоскости густой упаковки атомов. Поэтому в кристаллах с кубической или тетрагональной решеткой оси кристаллитов перпендикулярны между собой, а с гексагональной - размещены под углом 60 °. Наконец, когда температуры осей кристалла и расплава между ними выравниваются, начинается медленнее кристаллизация в межосевому пространстве. Так из зародышей вырастают древовидные кристаллиты - дендриты (с греч. Δένδρον - дерево). Механизм такого роста называют дендритным.
Дендриты растут до момента столкновения с соседями на завершающей стадии кристаллизации, приобретая при этом нерегулярной формы и определенных размеров. Размер дендритных кристаллитов является важным фактором, определяющим свойства литых сплавов. Мелкодисперсная структура обеспечивает лучшие механические и технологические свойства по сравнению с грубодисперсной.  В практике литейного производства для большинства отливок стремятся обеспечить мелкозернистую структуру, реализующих преимущественно модифицирования или из-за изменения температуры расплава или скорости охлаждения при кристаллизации.